# Eleven (сингл-альбом)
Eleven — дебютный сингл-альбом южнокорейской гёрл-группы IVE. Был выпущен 1 декабря 2021 года лейблом Starship Entertainment и был распространен Kakao Entertainment.

## Предпосылки и релиз
1 декабря группа выпустила свой дебютный сингл Eleven, с ведущим одноимённым синглом. Песня представляет собой энергичную и ритмичную танцевальную поп-музыку, наполненную разнообразными сопровождающими вариациями, которая выражает любовь девушки, чьи сердца наполнены фантазией и красками. Группа дебютировала в эфире шоу Music Show KBS2 3 декабря, исполнив песню заглавную песню.

## Коммерческий успех
Сингл дебютировал на третьем месте в южнокорейском чарте альбомов Gaon. На следующей неделе альбом опустился на четвёртое место и оставался на этой позиции две недели подряд. На следующей неделе альбом поднялся на три позиции до первого места, став первым альбомом группы, возглавившим чарты в их родной стране. Альбом был продан тиражом 268 396 копий в декабре, дебютировав на 3-м месте в ежемесячном чарте альбомов. Менее чем за месяц альбом стал 49-м самым продаваемым альбомом в стране и десятым самым продаваемым альбомом артиста или группы в стране в 2021 году.

## Список треков
| №                   | Название            | Текст песни         | Музыка                                      | Аранжировка                 | Длительность |
| ------------------- | ------------------- | ------------------- | ------------------------------------------- | --------------------------- | ------------ |
| 1.                  | «Eleven»            | Со Чжи Ын           | Питер Райкрофт Лорен Аквилина Райан С. Джун | Lostboy Райан С. Джун Alawn | 2:58         |
| 2.                  | «Take It»           | Ли Су Ран           | Ким Даниэль Джереми Джи Willie              | Willie                      | 3:25         |
| Общая длительность: | Общая длительность: | Общая длительность: | Общая длительность:                         | Общая длительность:         | 6:23         |

## Чарты

### Еженедельный чарт
| Чарты (2021)            | Высшая позиция |
| ----------------------- | -------------- |
| Республика Корея (Gaon) | 1              |

### Ежемесячный чарт
| Чарты (2021)            | Высшая позиция |
| ----------------------- | -------------- |
| Республика Корея (Gaon) | 3              |

### Итоговый чарт
| Чарт (2021)             | Высшая позиция |
| ----------------------- | -------------- |
| Республика Корея (Gaon) | 49             |

## Сертификация
| Регион                                                      | Сертификация | Продажи  |
| ----------------------------------------------------------- | ------------ | -------- |
| Республика Корея (KMCA)                                     | Платиновый   | 250 000^ |
| ^ Данные о тиражах приведены только на основе сертификации. |              |          |

## История релиза
| Регион           | Дата                | Формат                           | Лейбл                                      |
| ---------------- | ------------------- | -------------------------------- | ------------------------------------------ |
| Республика Корея | 1 декабря 2021 года | CD Цифровая дистрибуция стриминг | Starship Entertainment Kakao Entertainment |
| Мир              | 1 декабря 2021 года | Цифровая дистрибуция стриминг    | Starship Entertainment Kakao Entertainment |